# Taseq
Tasaq är en sjö i Narsaq på Grönland.